# Zelda Harris
Zelda Harris (Nueva York, 17 de febrero de 1985) es una actriz estadounidense, reconocida principalmente por aparecer en algunas películas del cineasta Spike Lee y por su participación en series de televisión como Second Noah, Law & Order, Cosby y NYPD Blue, entre otras.

## Filmografía

### Cine
| Año  | Título                | Papel              | Notas |
| ---- | --------------------- | ------------------ | ----- |
| 1994 | Crooklyn              | Troy Carmichael    |       |
| 1995 | The Baby-Sitters Club | Jessi Ramsey       |       |
| 1998 | He Got Game           | Mary Shuttlesworth |       |

### Televisión
| Año       | Título           | Papel           | Notas        |
| --------- | ---------------- | --------------- | ------------ |
| 1991      | I'll Fly Away    | Adlaine         | 1 episodio   |
| 1994      | Law & Order      | Janel Decker    | 1 episodio   |
| 1995      | The Piano Lesson | Maretha         | Telefilme    |
| 1996-1997 | Second Noah      | Bethany Beckett | 22 episodios |
| 1997      | Clover           | Clover          | Telefilme    |
| 1998      | 413 Hope St.     | Morica          | 1 episodio   |
| 1998      | Cosby            | Nikki           | 1 episodio   |
| 2002      | NYPD Blue        | Saraia Dobbs    | 1 episodio   |
| 2014      | Warzone          | Harriet         | 1 episodio   |
| 2014      | Comedy Corner    | Nell            | 1 episodio   |
| 2014      | All About Family | Anna            | 1 episodio   |